# Geling Yan
Geling Yan , en chinois simplifié : 严歌苓 ; chinois traditionnel : 嚴歌苓 ; pinyin : Yán Gēlíng, née en 1958, est une femme de lettres chinoise, auteure de plusieurs romans, de nouvelles et de scénarios. Une grande partie de son travail a été adaptée pour le cinéma.

## Biographie
Elle est née à Shanghai, en Chine, dans une famille d’intellectuels. Son grand-père paternel était parti étudier aux États-Unis et y avait obtenu un doctorat. À son retour en Chine, il s'était installé comme traducteur et professeur de littérature à l’université de Xiamen. Son père, Xiao Ma, était lui aussi écrivain et scénariste. Lors de la révolution culturelle, ce père, comme la plus grande partie des intellectuels, est dénoncé comme droitiste et est  envoyé dans l’Anhui, avant même que sa fille Gelong Yan ne soit née. Il divorce et se remarie quelques années plus tard avec une actrice, Yu Ping (俞平).
A douze ans, en 1970, elle sert dans l’Armée populaire de libération. Elle est affectée notamment au Tibet. Ses antécédents familiaux, « réactionnaires », ne plaident pas en sa faveur et ne lui facilitent pas la vie, mais elle s'efforce de gagner l'approbation de ses «camarades» en accomplissant les tâches les plus pénibles. De plus, elle tombe amoureuse à quinze ans d’un officier qui a le double de son âge. Alors la fin de la Révolution culturelle , elle est nommée  correspondante sur le front de la guerre sino-vietnamienne, en février 1979, un conflit bref mais sanglant. 
A 21 ans, elle écrit ses premières nouvelles, inspirées de son expérience dans l’armée. Elle fait ainsi ses débuts littéraires en Chine. En 1980, elle produit un premier scénario, qui se passe pendant la guerre de Corée. Le film qui en est issu est tourné aux studios de Shanghai en 1981, avec pour actrice principale Yu Ping, la nouvelle épouse de son père. Elle-même  se marie, avec un écrivain et scénariste, Li Kewei (李克威), mais cette union dure peu de temps.  	
Elle continue à publier des nouvelles dans les années 1980. Elle produit également en 1986 et 1987 ses deux premiers romans : 《绿血》 (Le Sang vert) et 《女兵的悄悄话》 (La Soldate qui parle tout bas), aux éditions de l’Armée populaire de Libération. En 1986, à la suite de ces publications, qui ont été bien accueillies localement, elle devient membre de l’Association des écrivains de Chine. En 1988, une nouvelle publiée à Taiwan, 少女小渔 («La jeune Xiao Yu»), est adaptée avec succès au cinéma. 
À la fin des années 1980, elle part à Chicago pour suivre des études d'écriture fictionnelle au Columbia College. L'intégration au sein de la société américaine est difficile dans un premier temps. Elle souffre de préjudices raciaux et de plaisanteries sur son accent. Ceci renforce le sentiment d’exclusion et la réserve qui la caractérisent depuis son enfance. Elle obtient un doctorat et devient quelque temps scénariste pour Hollywood et membre du syndicat des scénaristes, en Californie, le Writers Guild of America West. Pendant ses années de présence aux États-Unis, éclatent en Chine les événements de 1989, et notamment, début juin, le massacre de la place Tian'anmen. Elle se remarie avec un diplomate américain (parlant le chinois), Lawrence A. Walker, et mène dès lors une vie qui la conduit dans différentes métropoles, notamment Berlin en Europe et Tapei à Taiwan. Elle est représentée par une agence française, l'agence littéraire Astier-Pécher.

## Son œuvre
Elle est l'auteure de plusieurs romans tels que The Banquet Bug (publié sous le titre de The Uninvited en Grande-Bretagne) et La Fille perdue du bonheur, ainsi que de recueils de nouvelles, tel White Snake and Other Stories, avec des personnages qui, comme elle, conservent souvent une part de mystère. 
Plusieurs de ses œuvres ont été adaptées pour le cinéma, notamment Xiu Xiu, réalisé par Joan Chen, et Siao Yu, dirigé par Sylvia Chang et au scénario co-écrit par Ang Lee. Yan Geling et Joan Chen se connaissent depuis 1979 et sont amies. Elles ont toutes les deux gagné les États-Unis et se sont retrouvées en Californie. Yan Geling et Joan Chen ont un point commun dans leur parcours, celui d’avoir échappé au pire de la Révolution culturelle, l’une en étant dans l’armée, et l’autre ayant été découverte comme actrice à l'âge de 14 ans par Jiang Qing, la femme de Mao Zedong, et ainsi protégée. Le thème de Xiu Xiu, consacrée à une jeune fille de quinze ans pendant cette Révolution culturelle, est en quelque sorte le cauchemar auquel elles ont échappé.
Son roman The 13 Flowers of Nanjing est également adapté à l'écran, en 2011, sous le titre The Flowers of War (Les Fleurs de la Guerre), par Zhang Yimou, le cinéaste chinois rendu célèbre par Vivre ! et Épouses et Concubines. Deux films ultérieurs de Zhang Yimou, Coming Home en 2014 et One Second en 2020, s'appuient sur un autre roman de Geling Yan, The Criminal Lu Yanshi,. 
Elle travaille sur d'autres scripts, dont une biographie de Mei Lanfang, un chanteur très populaire de l'opéra de Pékin, pour le cinéaste chinois Chen Kaige.

## Principales publications

### Parmi ses romans
- Fusang 《扶桑》(1996). Traduction en anglais de Cathy Silber : The Lost Daughter of Happiness. Traduction en français de Natalie Zimmermann : La Fille perdue du bonheur, parue chez Plon[5],[6].
- The Banquet Bug (2006). Roman écrit en anglais, publié sous le titre The Uninvited en Grande-Bretagne[7],[8],[9]. Traduction du titre en français : La punaise des banquets.
- Jinling shisan chai 《金陵十三钗》(2007). Traduction en anglais de Nicky Harman : The Flowers of War [10]. Traduction en français de Chantal Chen-Andro : Fleurs de Guerre, parue chez Flammarion.
- Xiaoyi duohe 《小姨多鶴》(2008). Traduction en anglais d'Esther Tyldesley : Little Aunt Crane.
- Lu fan yanshi《陆犯焉识》(2011). Traduction en anglais de Lawrence A. Walker, son époux : The Criminal Lu Yanshi.

### Parmi ses nouvelles
- Nü fangdong 女房东, extraite du recueil 《少女小渔》(1992). Traduction en anglais de Lawrence A. Walker : The Landlady [11].
- Bai she 白蛇 (1999). Traduction en anglais de Lawrence A. Walker : White Snake. Traduction en français de Brigitte Duzan : Le Serpent blanc, parue chez L'Asiathèque.
- Mage Shi Zuo Cheng: Peiqian Huo 妈阁是座城: 赔钱货 (2014). Traduction en anglais de David Haysom : Disappointing Returns[12].